# Apolon
Apolon is een hopvariëteit, gebruikt voor het brouwen van bier. Deze hop is ontstaan uit een kruising van Brewer's Gold met een mannelijke Joegoslavische wilde hop. Deze hop werd samen met Ahil, Aurora en Atlas begin jaren 1970 op de markt gebracht als “Super Styrian” hops. Ze zijn vergelijkbaar met Styrian Golding maar met meer alfazuren. In werkelijkheid zijn het echter afstammelingen van Brewer’s Gold waardoor de kwaliteit verschilt. In de afgelopen jaren is het aandeel van deze “Super Styrian” hops sterk verminderd ten voordele van de originele Savinjski Golding en de teelt van deze variëteit is zeer beperkt gebleven. 
Deze hopvariëteit is een “bitterhop”, bij het bierbrouwen voornamelijk gebruikt voor zijn bittereigenschappen.

## Kenmerken
- Alfazuur: 10-12%
- Bètazuur: 4%
- Eigenschappen: